# Oligonychus gutierrezi
Oligonychus gutierrezi är en spindeldjursart som beskrevs av Parsi 1979. Oligonychus gutierrezi ingår i släktet Oligonychus och familjen Tetranychidae. Inga underarter finns listade i Catalogue of Life.